# Sinagoga din Cetate, Timișoara
Sinagoga din Cetate este un lăcaș de cult evreiesc din municipiul Timișoara, localizat pe Str. Mărășești nr. 6. Ea a fost construită între anii 1863-1865 în stil eclectic cu elemente maure. Această sinagogă a fost construită în cartierul central Cetate, de unde îi vine și numele.
Sinagoga din Cetate a fost inclusă pe Lista monumentelor istorice din județul Timiș din anul 2015, având codul de clasificare  TM-II-m-A-06150 .

## Istoric
Sinagoga din Cetate a fost construită între anii 1863-1865, după proiectul realizat de arhitectul vienez Carl Schumann. Edificiul a fost realizat în stil eclectic, cu trăsături ale stilului maur și are 744 de locuri, 424 pentru bărbați și 320 pentru femei, la galerie.
Sinagoga a fost inaugurată la data de 19 septembrie 1865, fiind reinaugurată 7 ani mai târziu, în 1872 de către împăratul Franz Joseph I al Imperiului Austro-Ungar . Ea a deservit pentru aproape 100 de ani comunitatea evreiască de rit neolog. În perioada interbelică existau la Timișoara aproape 13.000 de evrei, în prezent comunitatea având mai puțin de 300 de membri- evrei. 
Sinagoga a decăzut la finele perioadei comuniste, fiind închisă pe măsură ce majoritatea evreilor rămași în oraș după cel de Al Doilea Război Mondial au emigrat în Israel.  În anul 2001, Comunitatea evreilor din Timișoara a cedat Sinagoga din cartierul Cetate pe o perioadă de 50 ani către Societatea Filarmonica. A fost redeschisă pentru prima dată după 20 de ani, în septembrie 2005, când a găzduit un concert organizat de Societatea Filarmonică din Timișoara. În prezent, sinagoga a revenit în administrarea Federației Comunităților Evreiești din România.
În lista sinagogilor din România publicată în lucrarea Seventy years of existence. Six hundred years of Jewish life in Romania. Forty years of partnership FEDROM – JOINT, editată de Federația Comunităților Evreiești din România în anul 2008, se preciza că Sinagoga din Cetate nu mai era în funcțiune. 
În anul 2013 sinagoga a găzduit un concert festiv cu soliști și instrumentiști ai Orchestrei Operei din Timișoara, sub bagheta lui László Roth, cu ocazia unei reuniuni a evreilor originari din Timișoara.

## Arhitectura sinagogii

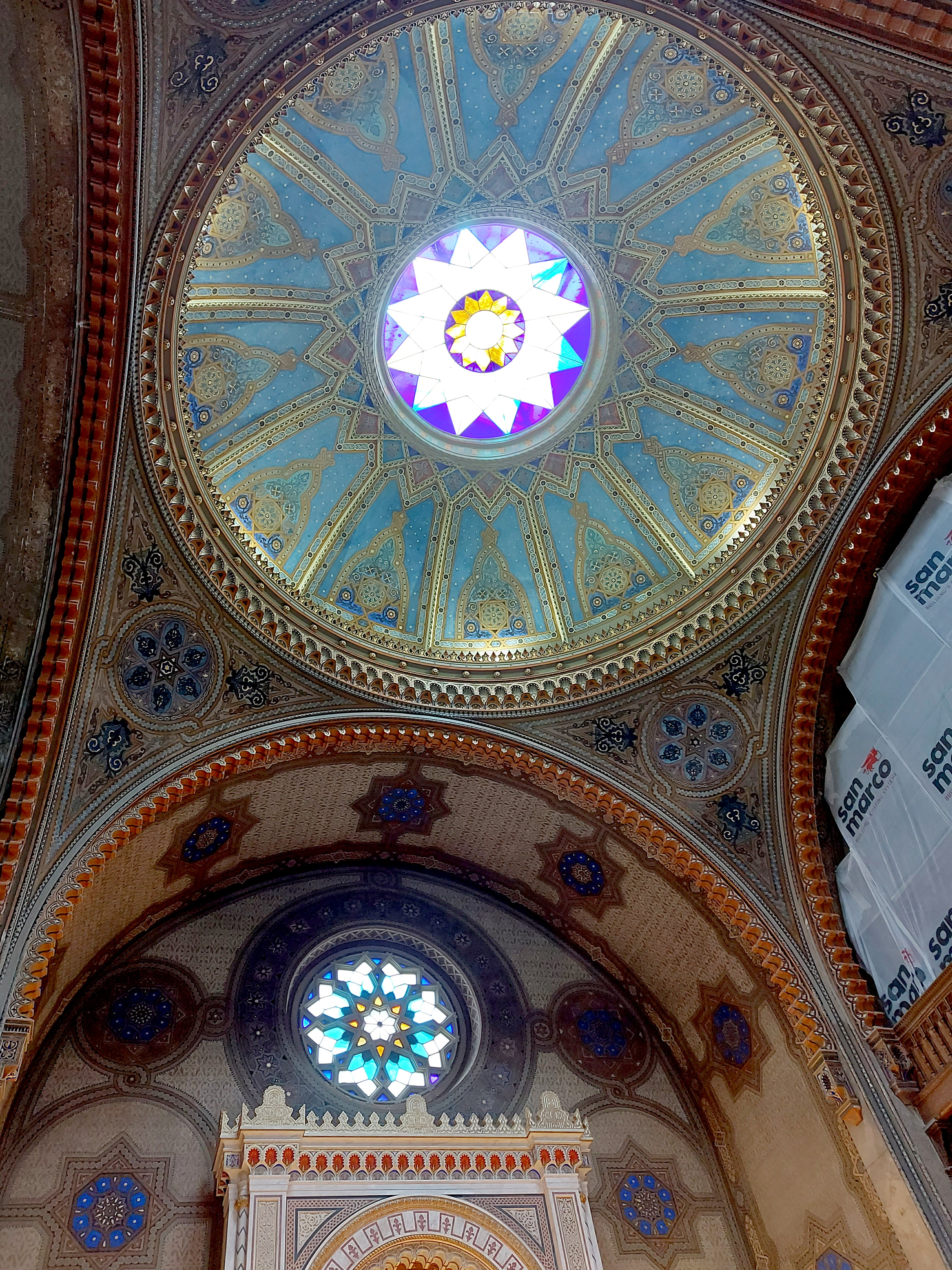
Cupola și rozeta

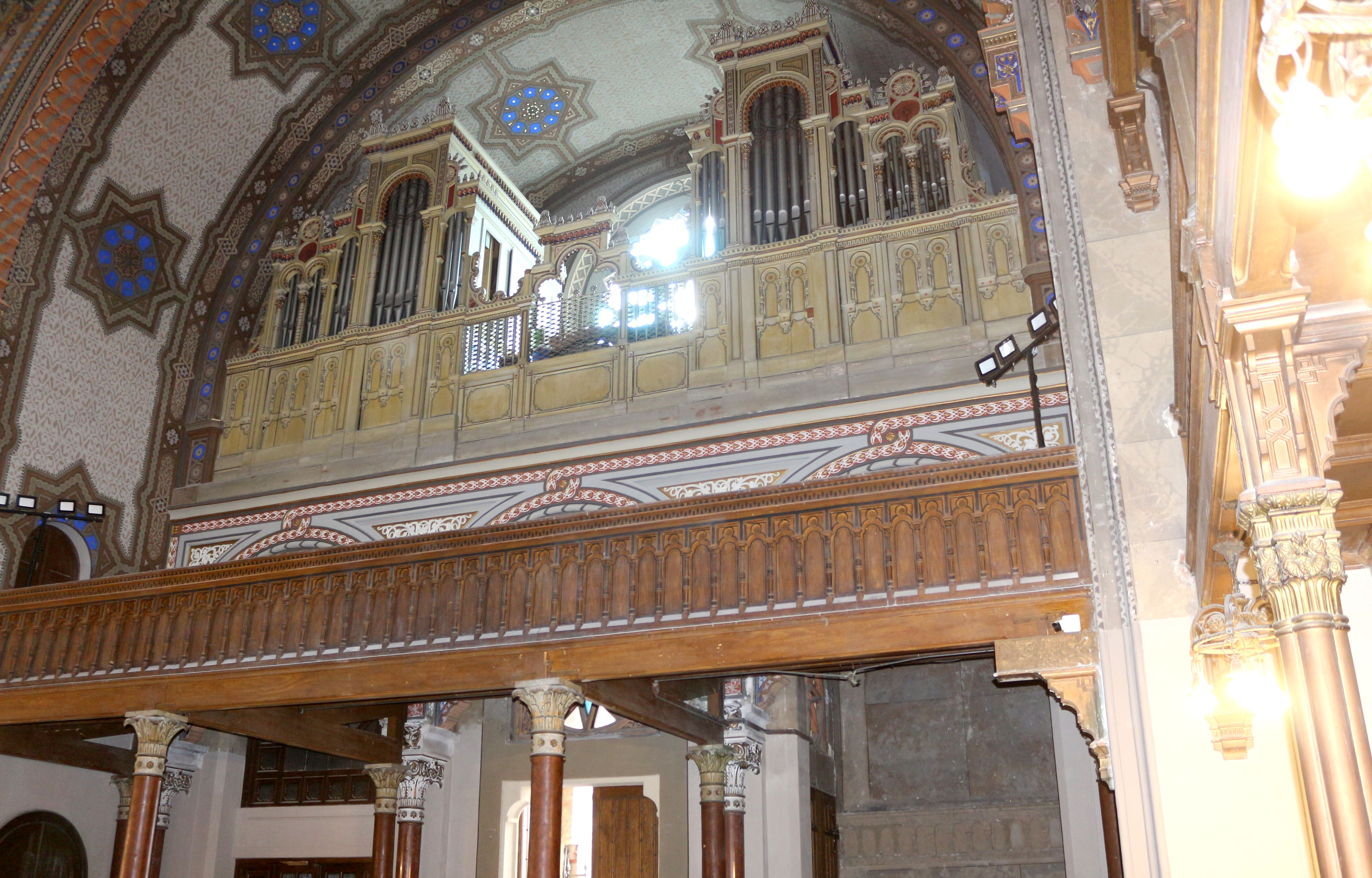
Orga

Sinagoga din Cetate este una din clădirile cele mai distinctive și originale din oraș. Ea are un plan dreptunghiular cu cupolă și arce, având un vestibul și două turnuri pe latura de vest. Elementul său caracteristic este fațada cu două turnuri masive, care se integrează frontului străzii. Fațada este construită din asize de cărămidă alternând cu ceramică smălțuită. Cele două turnuri înalte sunt terminate cu cupole, iar fațada principală are în mijloc o rozetă cu vitralii. 
În sinagogă se intră mai întâi într-un vestibul (puliș), apoi într-o sală dreptunghiulară (heikal), rezervată bărbaților, cu bănci sculptate din lemn. Sinagoga este acoperită cu o cupolă pe pandantive, racordată la spațiu prin patru arce adânci. Pe părțile laterale ale construcției sunt cele două case ale scărilor de acces ce conduc la lojele rezervate femeilor. 
Balcoanele rezervate femeilor sau pentru orgă sunt sprijinite pe stâlpi de fontă și au fotolii capitonate cu numele deținătoarelor .

## Imagini

Activități culturale susținute la sinagogă
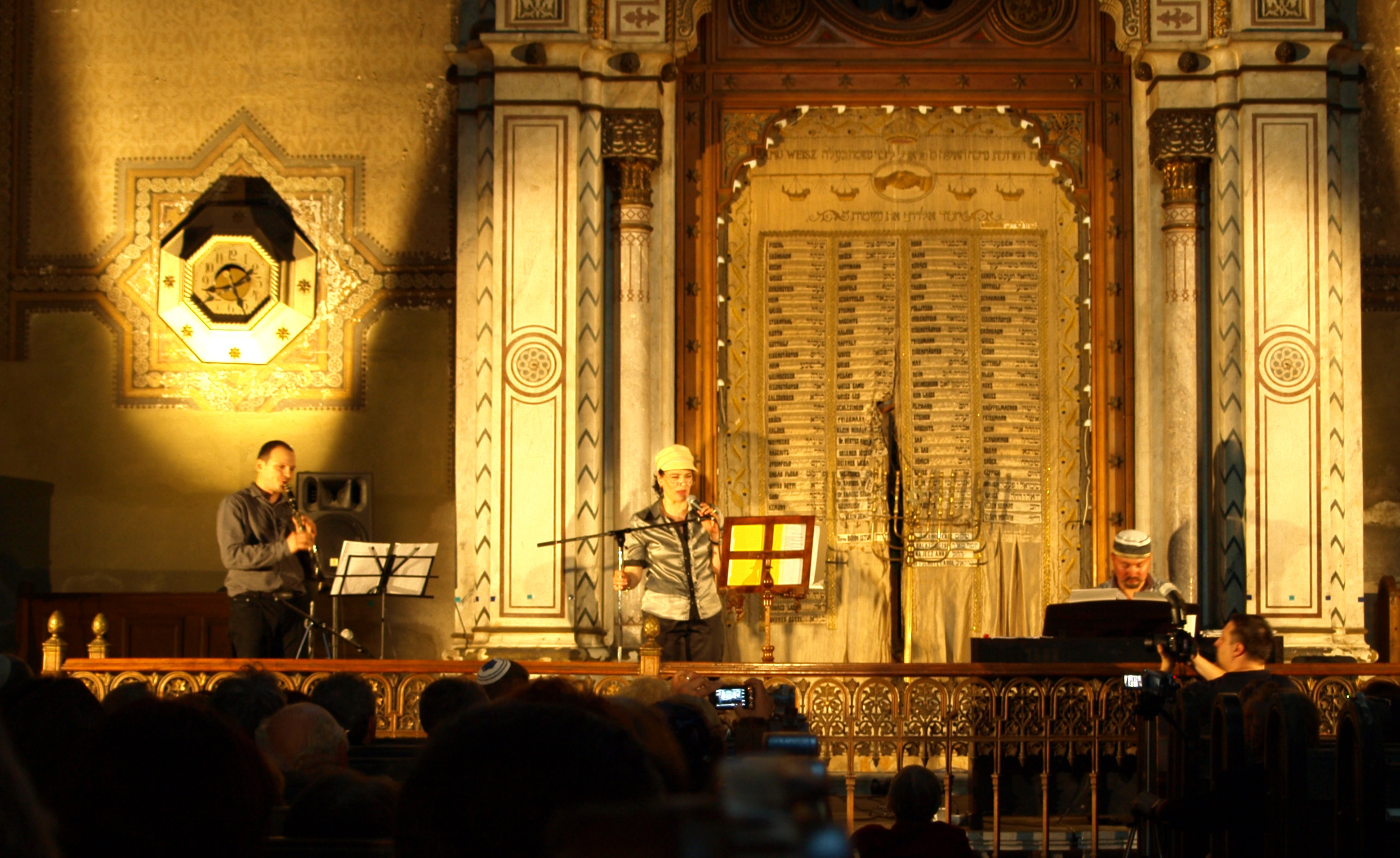
Maia Morgenstern în concert de muzică idiș la 25 mai 2010
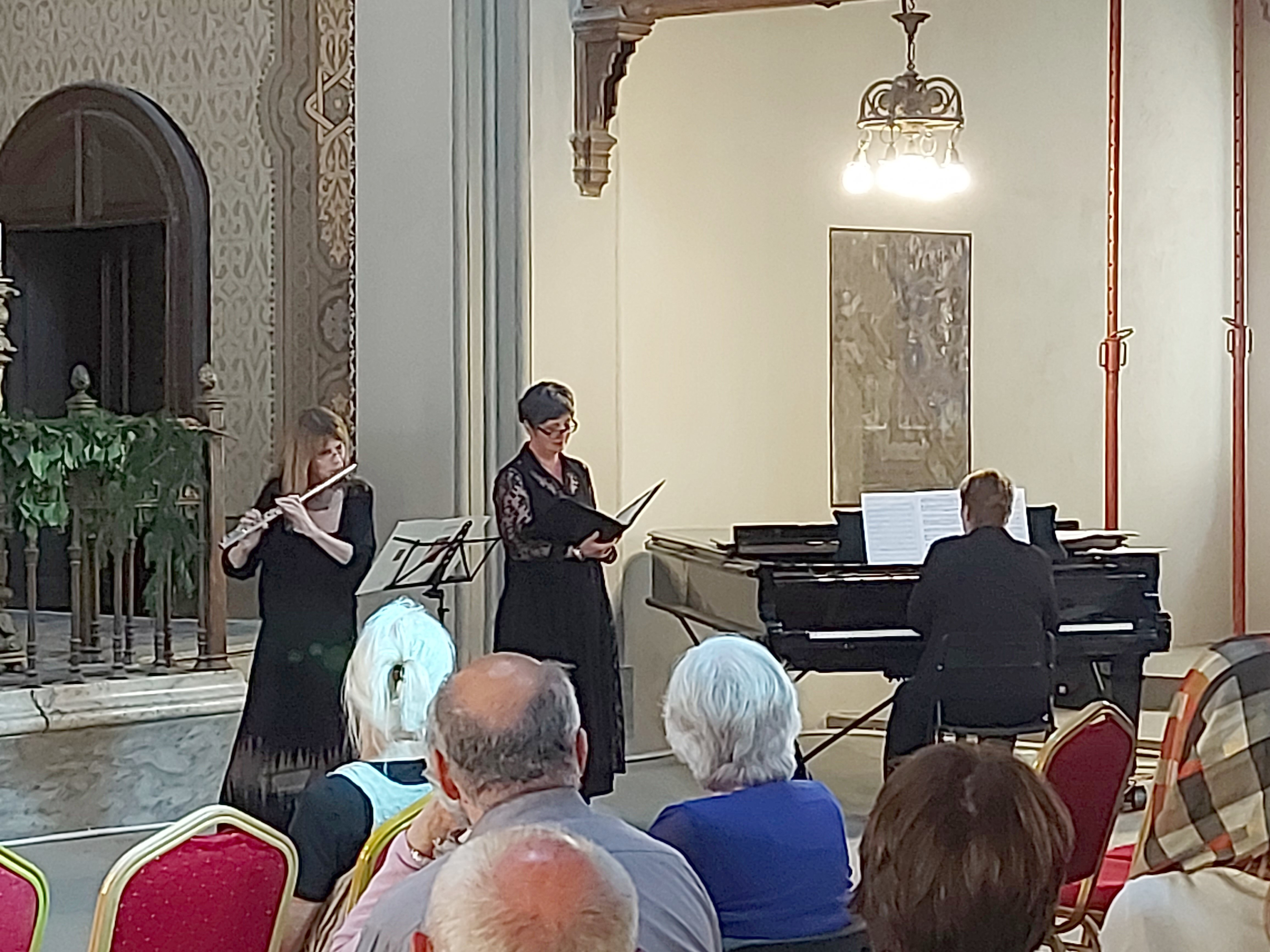
Concert în 4 iunie 2023 (TM 2023)
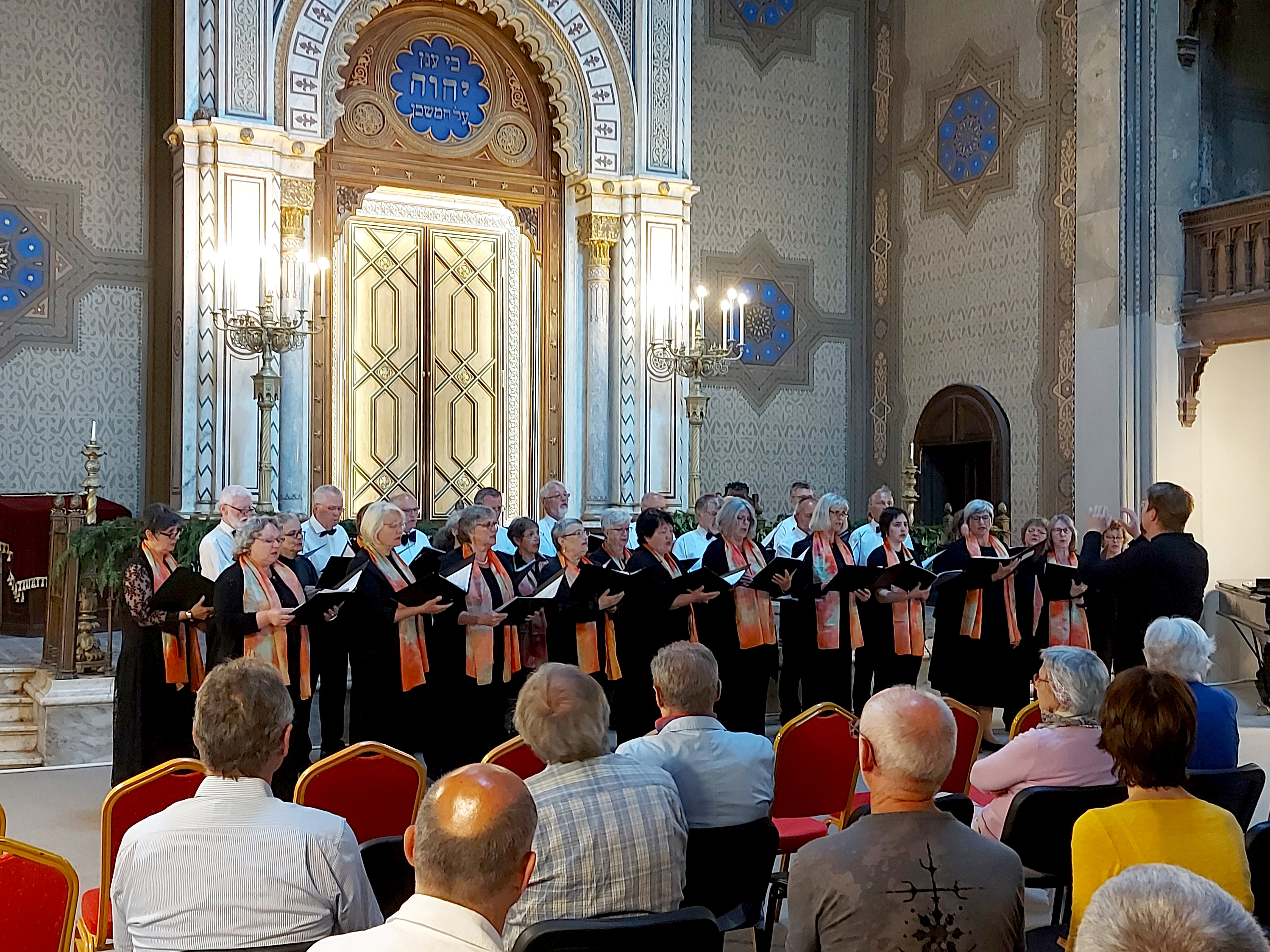
Concert în 4 iunie 2023 (TM 2023)
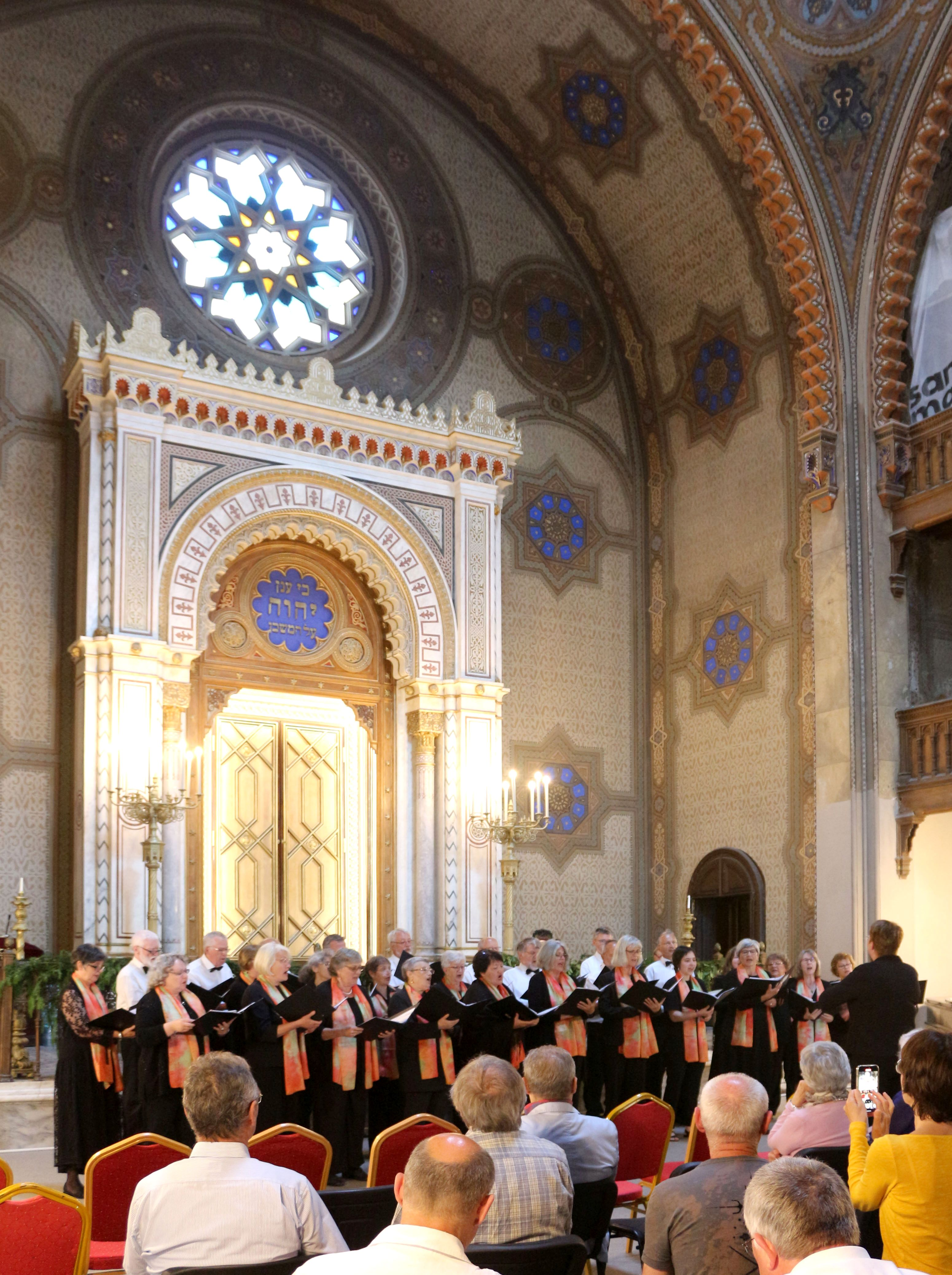
Concert în 4 iunie 2023 (TM 2023)